# Aceratobasis cornicauda
Aceratobasis cornicauda – gatunek ważki z rodziny łątkowatych (Coenagrionidae). Znany jedynie z dwóch stanowisk w stanie Bahia na wschodnim wybrzeżu Brazylii.